# 土羽
土羽(どは、土坡)とは、土工の用語で盛土などの、仕上げのり面(斜面)。屋敷、寺社の境内、公園などの周辺に設けられる小規模な土堤（土坡）。斜面には芝付けされることが多く、上には垣が巡らされる場合がある。
積算用語では、従来工種として「土羽工」（どはこう）として盛土や仕上げ法面の法面整形と芝付けの項目名であったが、新土木工種体系では「植生工」となって消滅している。
法面工（法面整形工）では、築立の意味で使用されている。
数量算出要領では 2 章 土工で、土羽土の算出方法が記載されている。
「土羽」を使用した言葉については、以下の通り土羽打ち、土羽づけ(どはづけ、英：slope tamping）、土羽踏みなどがある。
土羽打ち(どはうち、土坡打ち）-　のり面の固め作業で、どは芝付け工のときに、土羽板や土羽棒で、のり面をたたき締めて仕上げること。
土羽踏み(どはふみ)とは、斜面の表層土を安定させるため、突き固めることや、筋芝を植え付けながら、のり面を仕上げること。